# باوربنک (کالیفرنیا)
باوربنک (به انگلیسی: Bowerbank) یک منطقهٔ مسکونی در ایالات متحده آمریکا است که در شهرستان کرن، کالیفرنیا واقع شده‌است. باوربنک ۹۱ متر بالاتر از سطح دریا واقع شده‌است.